# Ipriflavone

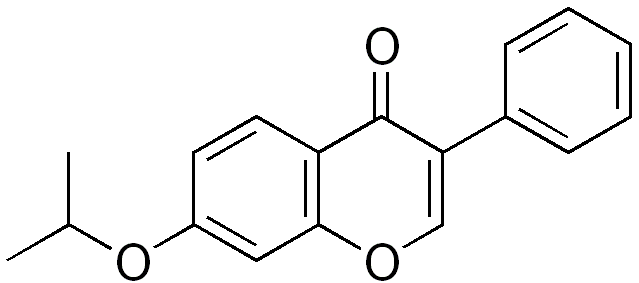
Chemical Structure of Ipriflavone

L'ipriflavone è un composto chimico, appartenente alla classe dei fenolici.
Si tratta di un isoflavone sintetico che può essere utilizzato per inibire il riassorbimento osseo, mantenere la densità ossea e per prevenire l'osteoporosi nelle donne in postmenopausa. Non viene utilizzato per trattare l'osteoporosi. Rallenta l'azione degli osteoclasti (cellule della demolizione ossea), consentendo eventualmente agli osteoblasti (cellule della costruzione ossea) di costruire massa ossea.
Uno studio clinico riportato nel 2001, riporta che l'ipriflavone non è efficace nella prevenzione o trattamento di osteoporosi.
Uno studio rivela che l'ipriflavone potrebbe essere efficace per ridurre l'acufene (tinnitus) nei malati otosclerosi.